# Nation arc-en-ciel
Pour les articles homonymes, voir Arc-en-ciel (homonymie).

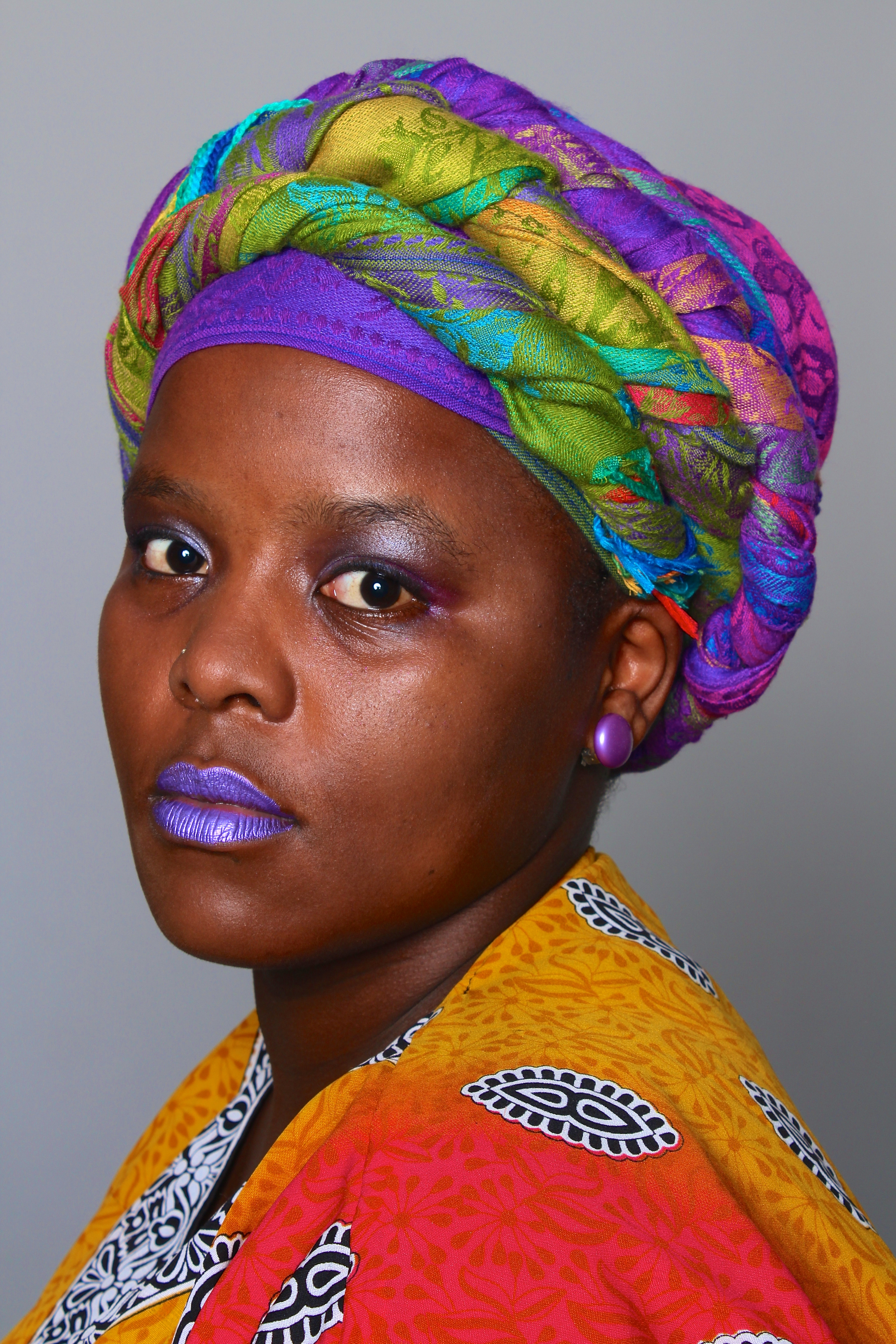
Jeune Sud-africaine aux couleurs de l'arc-en-ciel

La nation arc-en-ciel (Rainbow Nation en anglais) est une notion inventée par l'archevêque Desmond Tutu afin de désigner son rêve de voir construire une société sud-africaine post-raciale. C'est aussi une façon métaphorique de penser la cohabitation des groupes, non par leur fusion mais juste par leur juxtaposition. Critiquée pour sa symbolique, la notion, qui a succédé à celle voisine de société plurale développée sous l'apartheid, est restée un mirage au regard de l'évolution du pays.

## Origines

### La société plurale
Dans le modèle d'apartheid traditionnel, l'Afrique du Sud était déjà présentée comme une société de nations possédant chacune sa propre culture. À partir des années 1960, le concept de société plurale servit à définir la société sud-africaine pour justifier la séparation raciale. Plusieurs auteurs étrangers comme Arend Lijphart et Samuel Huntington proposèrent des perspectives d'évolutions pour ce type de société telle l'Afrique du Sud,. Ainsi, à partir notamment des modèles suisses et allemands, Lijphart envisagea pour l'Afrique du Sud un modèle de démocratie consociationnelle c'est-à-dire un système politique basé sur l'association et le consensus des divers groupes sociaux, ethniques et politiques du pays. C'est ce modèle qui aura la préférence de Frederik de Klerk et des dirigeants du parti national lors des premières négociations sur le démantèlement de l'apartheid au début des années 1990.

### Apparition du terme
Inventée par l'archevêque anglican Desmond Tutu, le concept de « nation arc-en-ciel » est censé traduire l'association des différentes communautés d'Afrique du Sud en un nouvel ensemble. Imprégné de symboles religieux, elle constitue une nouvelle alliance (new covenant), un nouveau pacte fondateur succédant à celui des Afrikaners avec Dieu à l'aube de la bataille de Blood River en 1838. Elle évoque cette fois une alliance proposée par Dieu à tous les hommes en rupture avec la tradition calviniste et afrikaner de la prédestination.

## Succès de la notion
Cette mythologie introduite par un homme religieux sera instrumentalisée par les hommes politiques sud-africains qui y voient un instrument efficace de mobilisation sociale. Elle permet aussi par sa généralisation d'affirmer qu'il n'y avait pas de perdant dans la négociation qui mit fin à la domination blanche tricentenaire et que tous les Sud-africains, quelles que soient leurs origines et convictions politiques, opposés ou non à la séparation territoriale, sont des vainqueurs de la lutte contre l'apartheid.
Dans ce contexte, la mise en place de la commission vérité et réconciliation concernant les crimes et exactions commis de part et d'autre, et présidée par le même Desmond Tutu, participe à la refondation symbolique de la nation sud-africaine et à la « survalorisation systématique des symboles et des mots ». C'est ainsi que l'identité nationale sud-africaine tenta d'être repensée par une refondation symbolique et non par une rupture radicale. Aux anciennes catégorisations raciales furent affectées de nouvelles significations sociales aux opportunités nouvelles (urbains, ruraux, hétérosexuels, homosexuels ....). Parallèlement, les mots refondateurs tels que nation arc-en-ciel donnèrent naissance à d'autres  concepts comme nouvelle Afrique du Sud pour désigner celle présidée par un président noir « ou miracle sud-africain » pour le bain de sang évité. C'est dans ce mode de fonctionnement que les deux hymnes nationaux, Die Stem (hymne des Blancs) et Nkosi sikelel 'i Afrika (hymne des Noirs) sont combinés en deux couplets. C'est dans ce même contexte que, dans un premier temps, plusieurs noms de provinces (KwaZulu-Natal), de villes (Pietersburg-Polokwane ...) se voient associés d'un nom bantouphone. D'autres villes sont insérées dans de nouvelles municipalités au nom bantouphone (municipalité de Tshwane, Erkuhuleni).
La nouvelle Afrique du Sud va pendant un temps fonctionner sur l'image de Nelson Mandela, figure érigée en emblème fondateur par ses partisans nationaux et ses admirateurs étrangers comme, en France, Jacques Derrida. La "mandelamania" qui se met alors en place est un palliatif rassurant pour des citoyens en quête d'identité dans le monde nouveau et incertain qui s'installe en Afrique du Sud en 1994. La notion de nation arc-en-ciel sert à combler le vide qu'a laissé la disparition de la pertinence des anciennes catégories d'interprétation du monde sud-africain sans pour autant que celles-ci disparaissent concrètement. Dans ce climat incertain, une permanence historique de la société sud-africaine telle qu'établie dans la période située entre la fin de la seconde guerre des Boers et la promulgation du South Africa Act et fonctionnant à la fois sur un certain double langage et sur des ressentiments opposés (espoir /désespoir, pessimisme/optimisme sur l'avenir), se révèle finalement plus forte.

## Critiques
Les premières critiques de la notion ont fait valoir que le symbole de l'arc-en-ciel n'était pas cohérent avec sa supposée signification : Les couleurs de l'arc-en-ciel ne se mélangent pas et ne comportent pas la couleur noire ni la couleur blanche. Pour d'autres, la "Nation arc-en-ciel" n'est qu'un mythe. Selon le chercheur Vincent Darracq du Centre d'études d'Afrique noire de Bordeaux, les inégalités n'ont jamais été si fortes que dans la décennie qui a suivi l'invention de ce terme. Dans son roman Chambre 207, l'écrivain sud-africain Kgebetli Moele dénonce aussi ce qu'il considère comme un mythe mais aussi l'ère Mandela.
Alors que le concept de Desmund Tutu est censé symboliser la réconciliation raciale et un avenir meilleur, le pays est aussi connu pour son insécurité qui cependant n'épargne ni les Noirs ni les Blancs. Selon les statistiques, plus de 219 000 attaques et près de 200 000 cambriolages à main armée ainsi que 19 000 meurtres, 52 000 viols et 20 000 tentatives de meurtre ont été enregistrés dans ce pays de 48 millions d'habitants en 2006. Et plus de 16 % de Blancs (qualifiés) ont quitté le pays. Selon une enquête publiée en décembre 2009, seuls environ 50 % des Sud-africains estiment que les relations entre les différents groupes raciaux dans le pays sont meilleures que durant l'apartheid et 46 % des Sud-africains affirment n'avoir jamais eu de rapports sociaux avec des personnes de race différente que ce soit dans leur propre maison ou chez des amis. Ainsi, les cérémonies privées (mariage, baptême ou obsèques) continuent de s'effectuer à l'intérieur d'un même groupe racial ce qui permet de dire que le rêve de la nation arc-en-ciel appelé de ses vœux par Desmond Tutu est encore un mirage.